# Cheilosia bracusi
Cheilosia bracusi is een vliegensoort uit de familie van de zweefvliegen (Syrphidae). De wetenschappelijke naam van de soort is voor het eerst geldig gepubliceerd in 1994 door Vujic & Claussen.